# Gerhard Düwer
Gerhard Heinrich Jacob Jonni Düwer (* 1. November 1924 in Hamburg; † 22. August 1999 in Hamburg) bildete zusammen mit Helmuth Hübener, Karl-Heinz Schnibbe und seinem Arbeitskollegen Rudolf Wobbe eine Widerstandsgruppe. Die Jugendlichen hörten im Jahr 1941 heimlich Rundfunksendungen der britischen BBC und verteilten deren Meldungen in Protest-Flugblättern in Hamburger Arbeiterwohnvierteln.

## Leben
Gerhard Düwer besuchte in den Jahren 1935 bis 1941 die Mittelschule und war seit Dezember 1941 Verwaltungslehrling bei der Sozialversicherung in Hamburg. Er war seit 1939 Mitglied der Hitlerjugend.
Die Helmuth-Hübener-Gruppe wurde im Februar 1942 aufgedeckt und durch Angehörige der Gestapo verhaftet. Am 11. August 1942 fand die Verhandlung vor dem 2. Senat des Volksgerichtshofs in Berlin unter dem Vizepräsidenten Karl Engert statt. Weil Hübener versuchte, alle Schuld auf sich zu nehmen, erhielten Karl-Heinz Schnibbe (16), Rudolf Wobbe (16) und Gerhard Düwer (17) lediglich Haftstrafen zwischen vier und zehn Jahren: Rudolf Wobbe 10 Jahre, Karl-Heinz Schnibbe 5 Jahre und  Gerhard Düwer 4 Jahre. Am 27. Oktober 1942 wurde Helmuth Hübener im Alter von 17 Jahren von Scharfrichter Wilhelm Röttger hingerichtet.
Zum weiteren Lebensweg von Gerhard Düwer ist nichts bekannt.